# Attentato di San Pietroburgo del 2017
L'attentato alla metropolitana di San Pietroburgo è stato un attacco terroristico avuto luogo nella metropolitana della città di San Pietroburgo, in Russia, il 3 aprile 2017. Fu causato dall'esplosione di un ordigno all'interno di un vagone mentre il treno della linea blu, la numero 2, percorreva una galleria nel tratto compreso fra le stazioni di Technologičeskij Institut e Sennaja Ploščad'. Il numero totale dei morti è di 14 mentre quello dei feriti 47.
Secondo i sospetti l'attentatore è Akbarzhon Jalilov, un cittadino russo di etnia uzbeka nato in Kirghizistan.

## Antefatti
Precedentemente all'attacco, i separatisti ceceni sono stati responsabili di una serie di attacchi terroristici in Russia. 
Nel 2016, lo Stato Islamico aveva pianificato di colpire San Pietroburgo a causa dell'intervento militare russo in Siria. Tutto è stato risolto con una serie di arresti.
L'ultimo attacco bomba ad un mezzo di trasporto di massa in Russia risale all'attentato di Mosca del 2010.
Al momento dell'attentato, il presidente Vladimir Putin era in visita alla città.

## Avvenimenti
Il 3 aprile 2017, un dispositivo contenente 200-300 grammi di esplosivo è stato detonato in un treno che stava percorrendo una galleria nella metropolitana di San Pietroburgo tra le stazioni di Technologičeskij Institut e Sennaja Ploščad'. I testimoni oculari raccontano che il treno non si è fermato subito dopo l'esplosione, ma ha continuato a viaggiare nonostante il forte botto e l'odore di fumo.
Un secondo ordigno è stato scoperto e disinnescato in tempo alla stazione di Ploščad' Vosstanija.

## Vittime
Il ministro della Salute Veronika Skvorcova ha in seguito confermato che le vittime dell'attacco sono state 14, compreso il terrorista. L'ufficio di San Pietroburgo del ministero delle Emergenze precisò che le persone ancora ricoverate negli ospedali della città erano 49, 4 delle quali in condizioni gravi.
| Nazionalità | Morti |
| ----------- | ----- |
| Russia      | 11    |
| Kazakistan  | 1     |
| Azerbaigian | 1     |
| Totale      | 13    |

## Reazioni

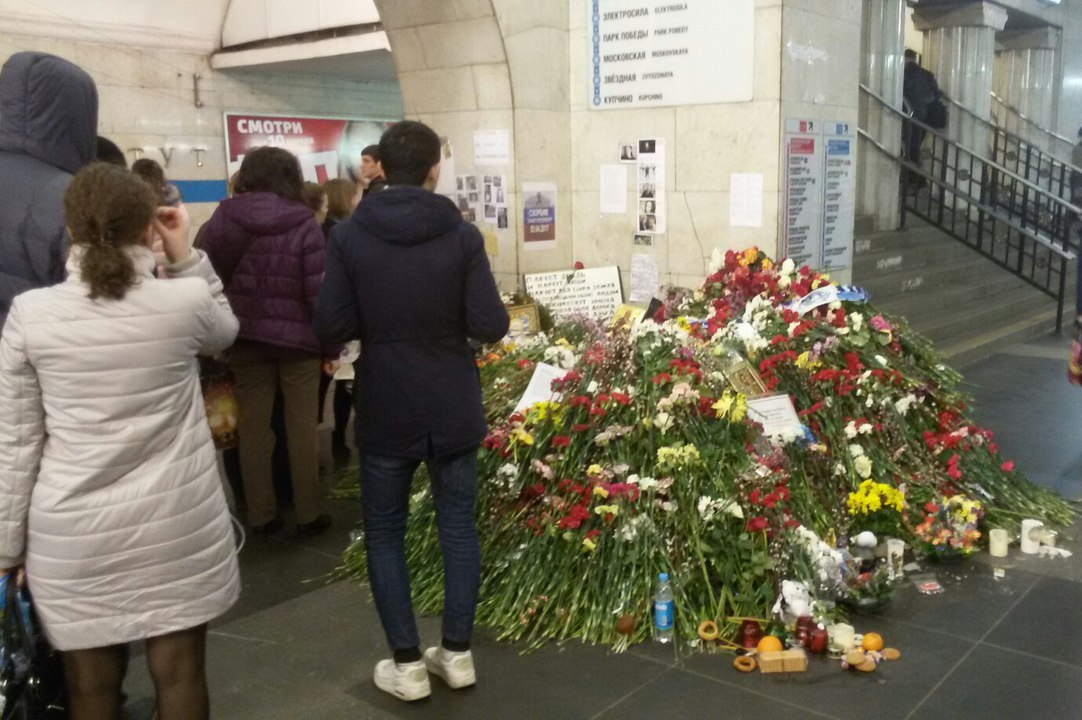
Mazzi di fiori e scritte di partecipazione al dolore sul luogo dell'attentato

Il presidente Vladimir Putin era in città al momento dell'attacco e si è impegnato in una investigazione approfondita. Durante un incontro con il presidente bielorusso Aleksandr Lukašenko, Putin ha detto che stanno considerando qualsiasi causa possibile, incluso il terrorismo. Più tardi ha visitato l'area dell'attentato.
La città di San Pietroburgo ha dichiarato tre giorni di lutto in seguito all'attacco. Il sindaco Georgij Poltvačenko, il governatore di Leningrado e il presidente Vladimir Putin hanno visitato il luogo portando fiori per rendere omaggio.
Il presidente statunitense Donald Trump ha dichiarato il suo sostegno alla Russia con una telefonata al presidente Vladimir Putin. Il 4 aprile 2017, l'allora presidente della Commissione Europea Juncker ha diffuso un comunicato di cordoglio per le vittime e i loro famigliari.
Anche il Presidente del Consiglio Paolo Gentiloni e il Presidente della Repubblica Sergio Mattarella hanno mostrato solidarietà verso la Russia.